# Keyboard Cat
Keyboard Cat ist der Titel eines Videos und gilt als ein Internet-Meme.

## Inhalt
Es handelt sich dabei um ein Video von 1984 mit „Fatso“, einer Katze von Charlie Schmidt aus Spokane, die ein blaues Shirt trägt und eine eingängige Melodie auf einem elektronischen Keyboard „spielt“. In Wirklichkeit wurden seine Bewegungen von Schmidt gelenkt. Das Video von Fatso wurde auf YouTube unter dem Titel „charlie schmidt's cool cats“ im Juni 2007 veröffentlicht. Schmidt änderte den Titel später zu „Charlie Schmidt's Keyboard Cat (THE ORIGINAL)“. Fatso lebte bis 1987.

## Verwendung
Später erlangte Brad O’Farrell Schmidts Erlaubnis zur Weiterverwendung der Aufnahmen, woraufhin diese am Ende eines Outtake-Videos eingefügt wurde, wenn jemandem ein Missgeschick passiert war. Das Anhängen von Schmidts Video an andere Outtakes und virale Videos wurde populär, wobei bei diesen Videos gewöhnlich die Aussage Play Him Off, Keyboard Cat (zu Deutsch in etwa 'Schick ihn nach Hause, Keyboard Katze') oder Varianten davon auftauchten. „Keyboard Cat“ war im Oktober 2009 auf Platz #2 bei Current TVs „List of 50 Greatest Viral Videos“ (Liste der größten viralen Videos).